# Wouter Bos

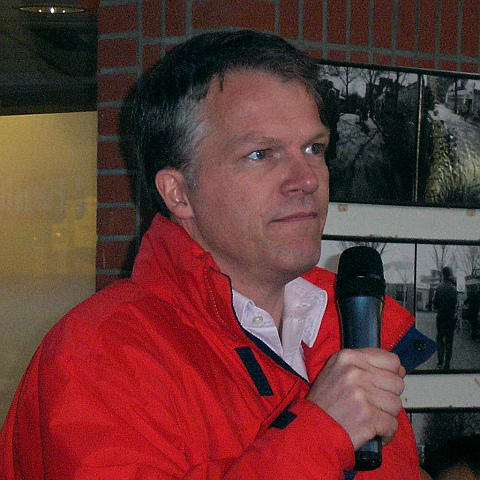
Wouter Bos

Wouter Bos, född 14 juli 1963 i Vlaardingen, är en nederländsk politiker.
Bos valdes in i Generalstaterna (parlamentet) 1998 och två år senare blev han statssekreterare på Finansministeret. Han var partiledare för Arbetarpartiet (PvdA) 2002-2010. Efter valet 2006 utnämndes Bos 2007 till finansminister och vice premiärminister i Jan Peter Balkenendes regering. I samband med koalitionsregeringens upplösning 2010 tillkännagav Bos att han skulle sluta med politiken.